# García Escámez (Santa Cruz de Tenerife)
García Escámez es un barrio de la ciudad de Santa Cruz de Tenerife (Tenerife, Canarias, España), que se encuadra administrativamente dentro del distrito de Ofra-Costa Sur. 
Limita al norte con los barrios de Miramar y Tristán, al oeste con Somosierra y Tío Pino, al este con la carretera del Rosario y al sur con la autopista del norte. 
El barrio tiene su origen en la construcción, en los años 1940, de la barriada del General García Escamez, en el margen derecho del barranco de El Hierro y por aquel entonces totalmente aislada del resto de la ciudad. Fue construida por el Mando Económico de Canarias, durante el mandato del general que le da nombre, con diseño del arquitecto municipal Enrique Rumeu de Armas. Se trata de un grupo de construcciones populares de dos y cuatro plantas.
Contiene algunos espacios considerados como de Bien de Interés Cultural (BIC), concretamente la Iglesia de San Fernando Rey y el mercado de La Abejera (más conocido como el Mercado de Hierro), en la Rambla de García Escámez, así como una serie de viviendas aledañas.

## Demografía
| 2004  | 2005  | 2006  | 2007  | 2008  | 2009  | 2010  |
| ----- | ----- | ----- | ----- | ----- | ----- | ----- |
| 3.652 | 3.636 | 3.396 | 3.302 | 3.225 | 3.158 | 3.121 |

## Edificios y lugares de interés
- Iglesia de San Fernando Rey
- Mercado de La Abejera

## Galería

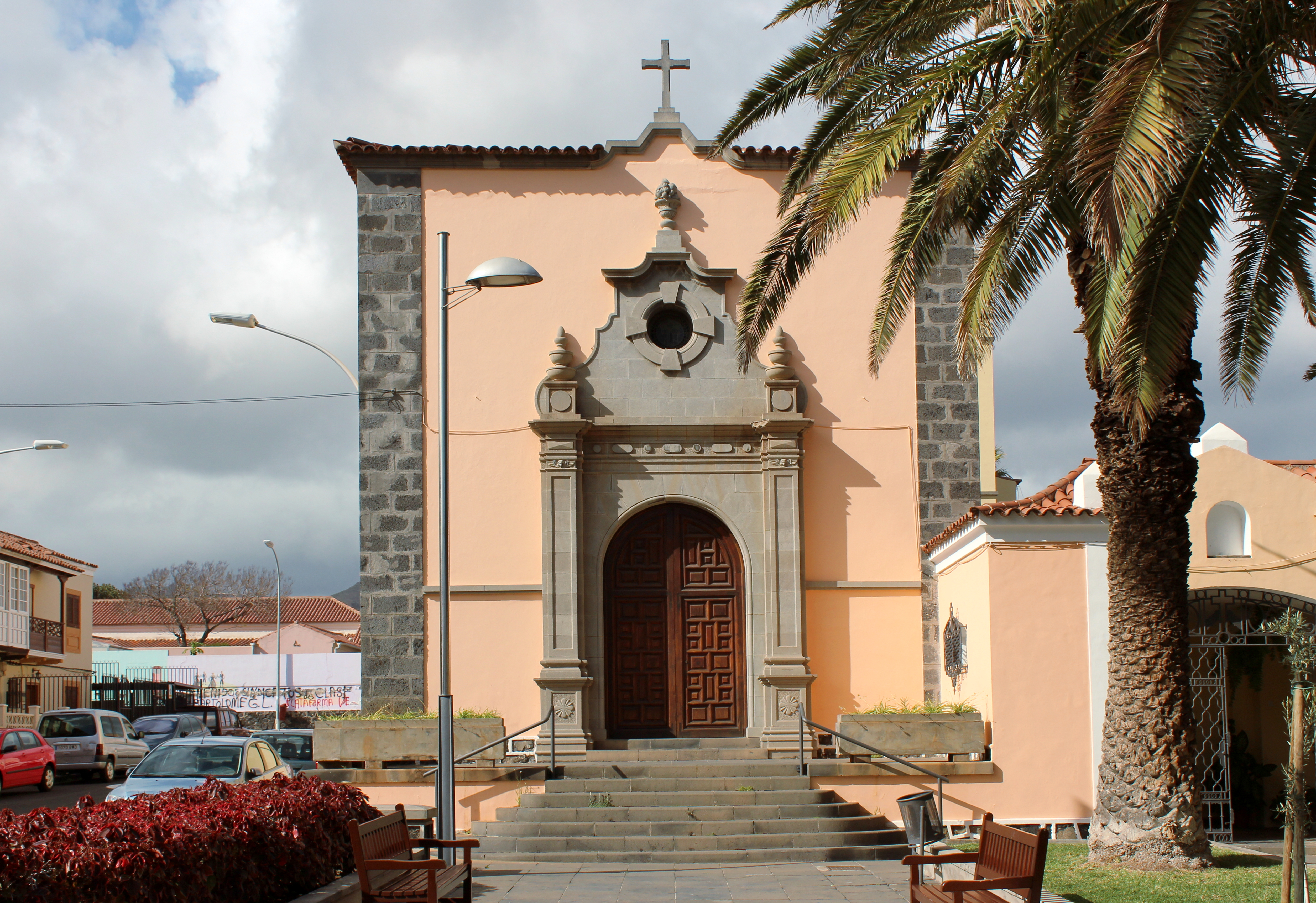
Iglesia de San Fernando Rey.
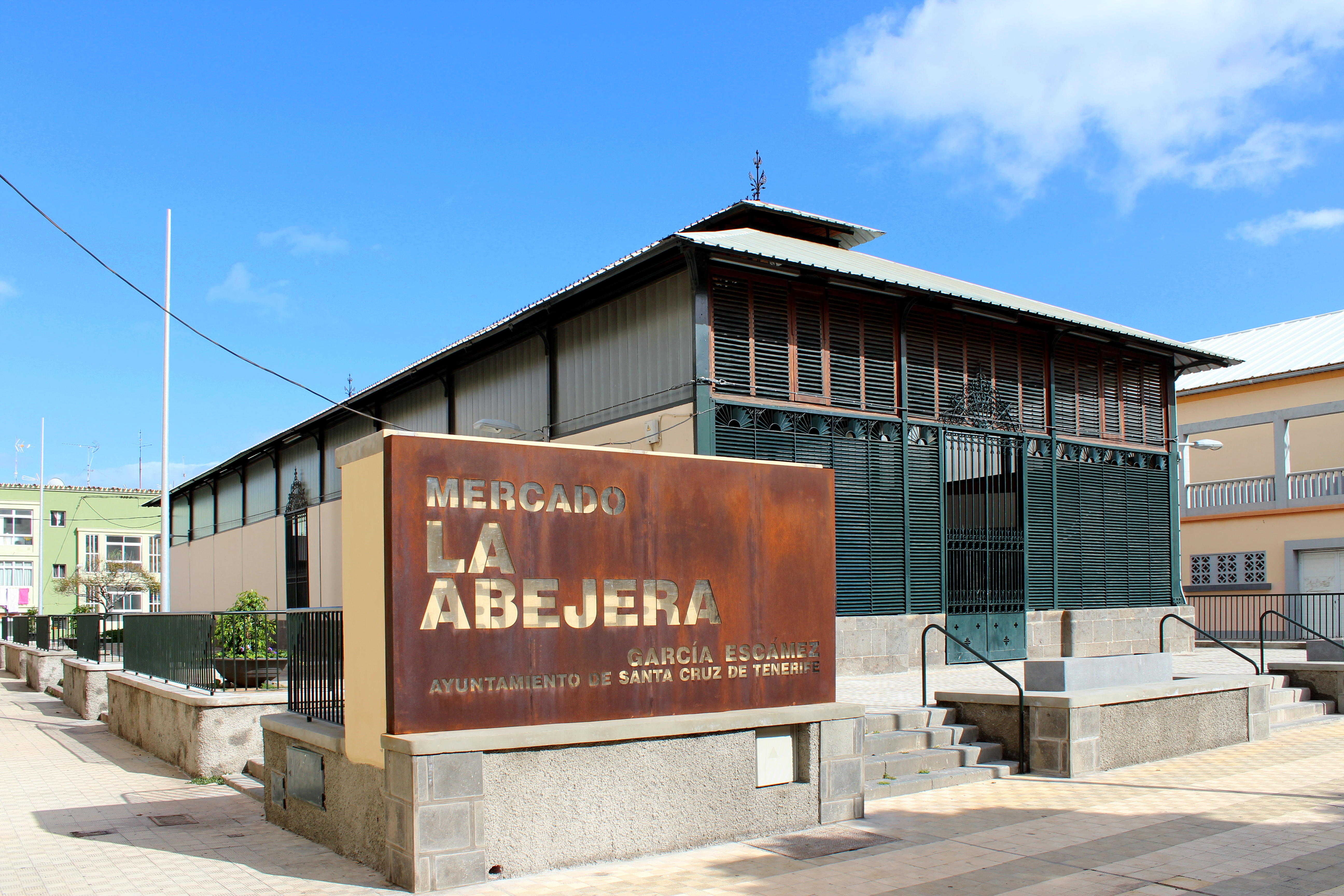
Mercado de La Abejera.
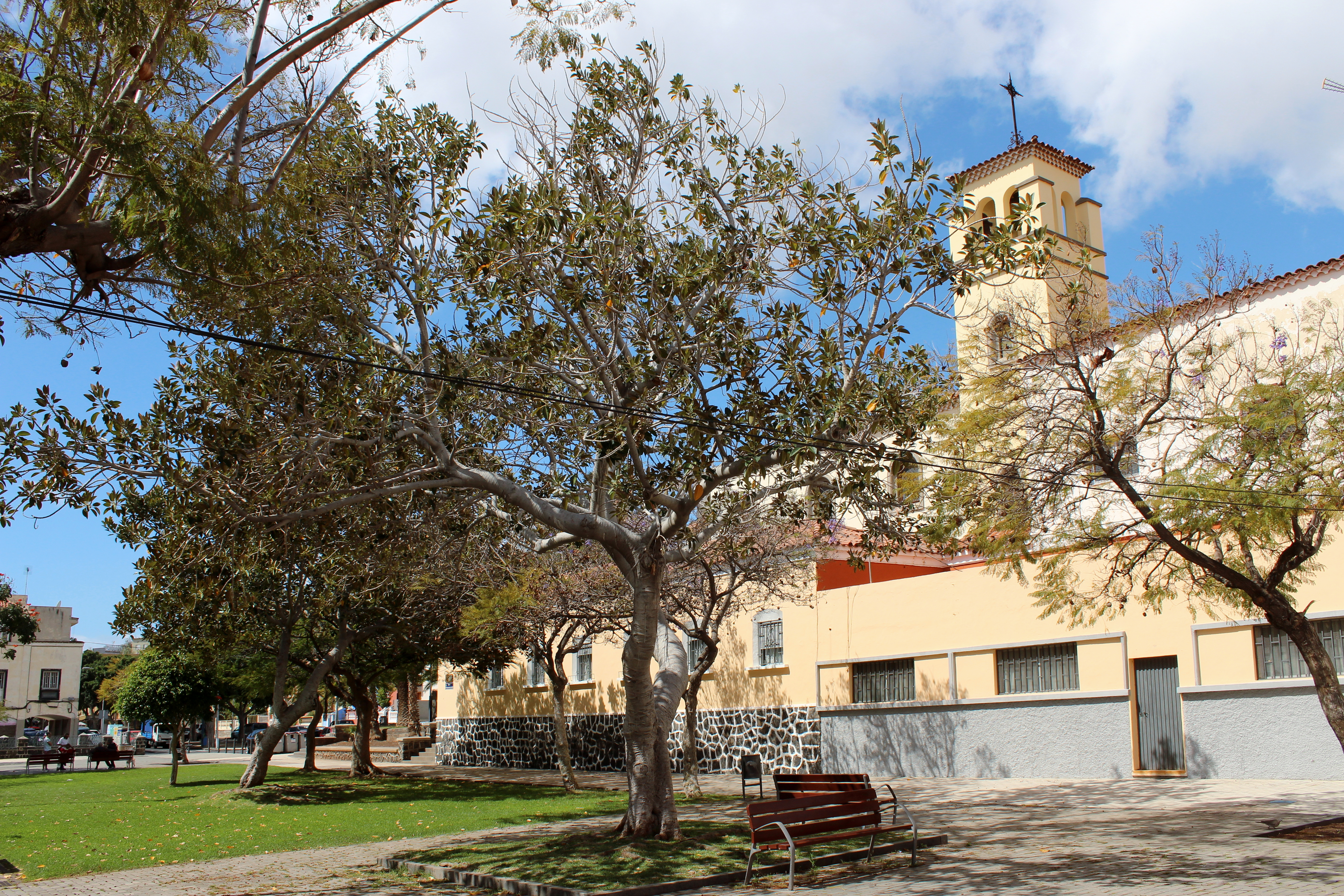
Plaza Bartolomé García Lorenzo.
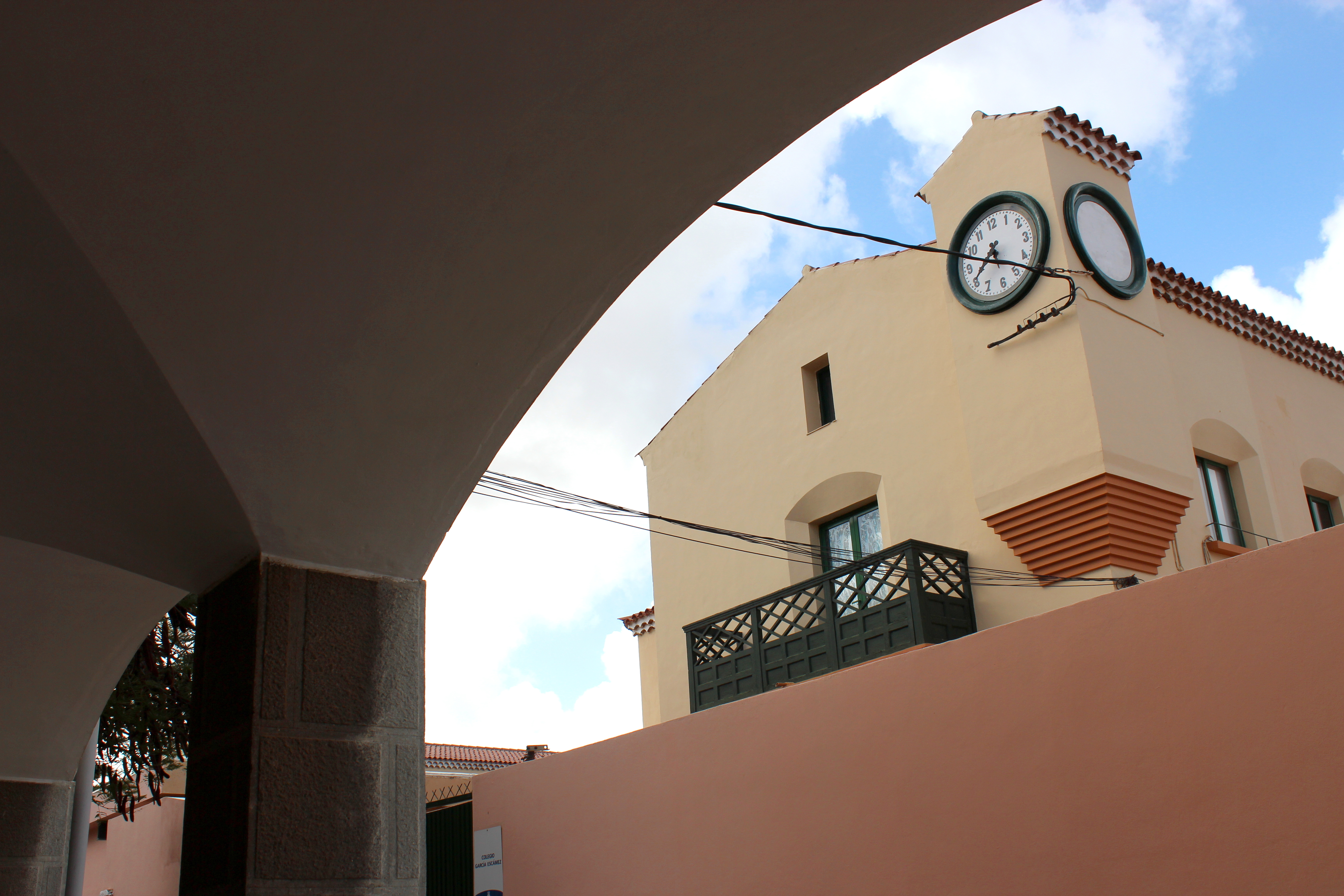
Colegio.
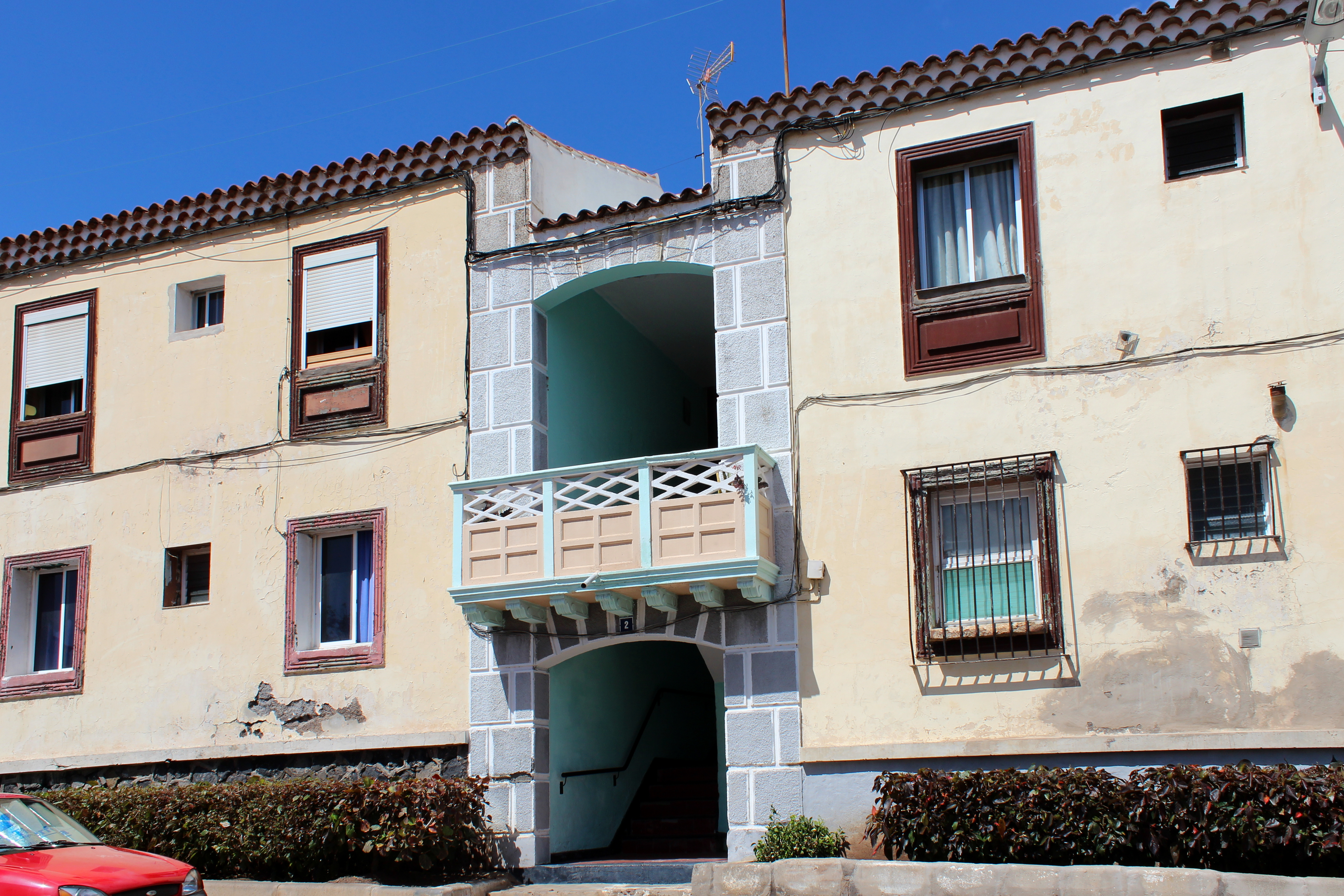
Viviendas.
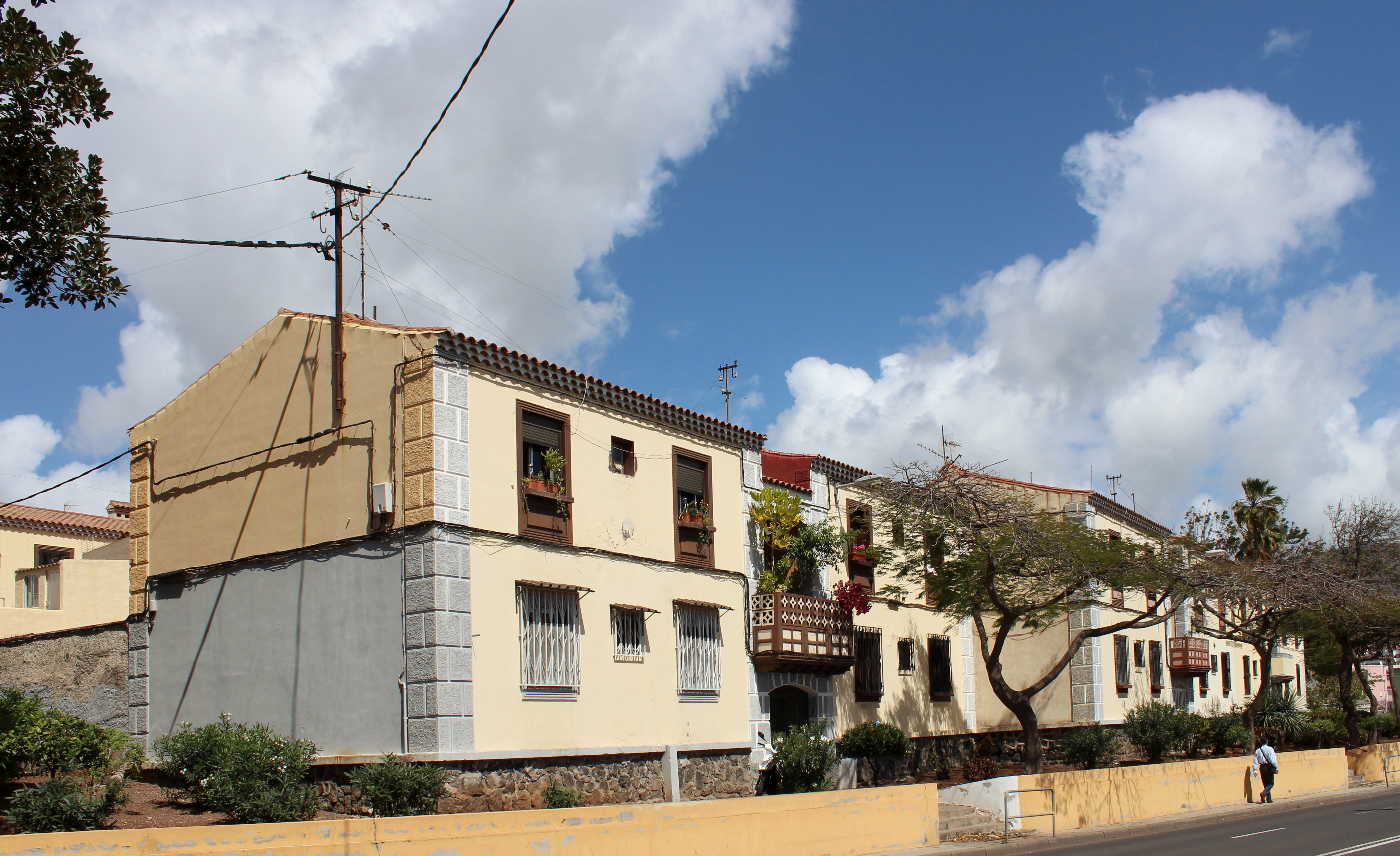
Viviendas.
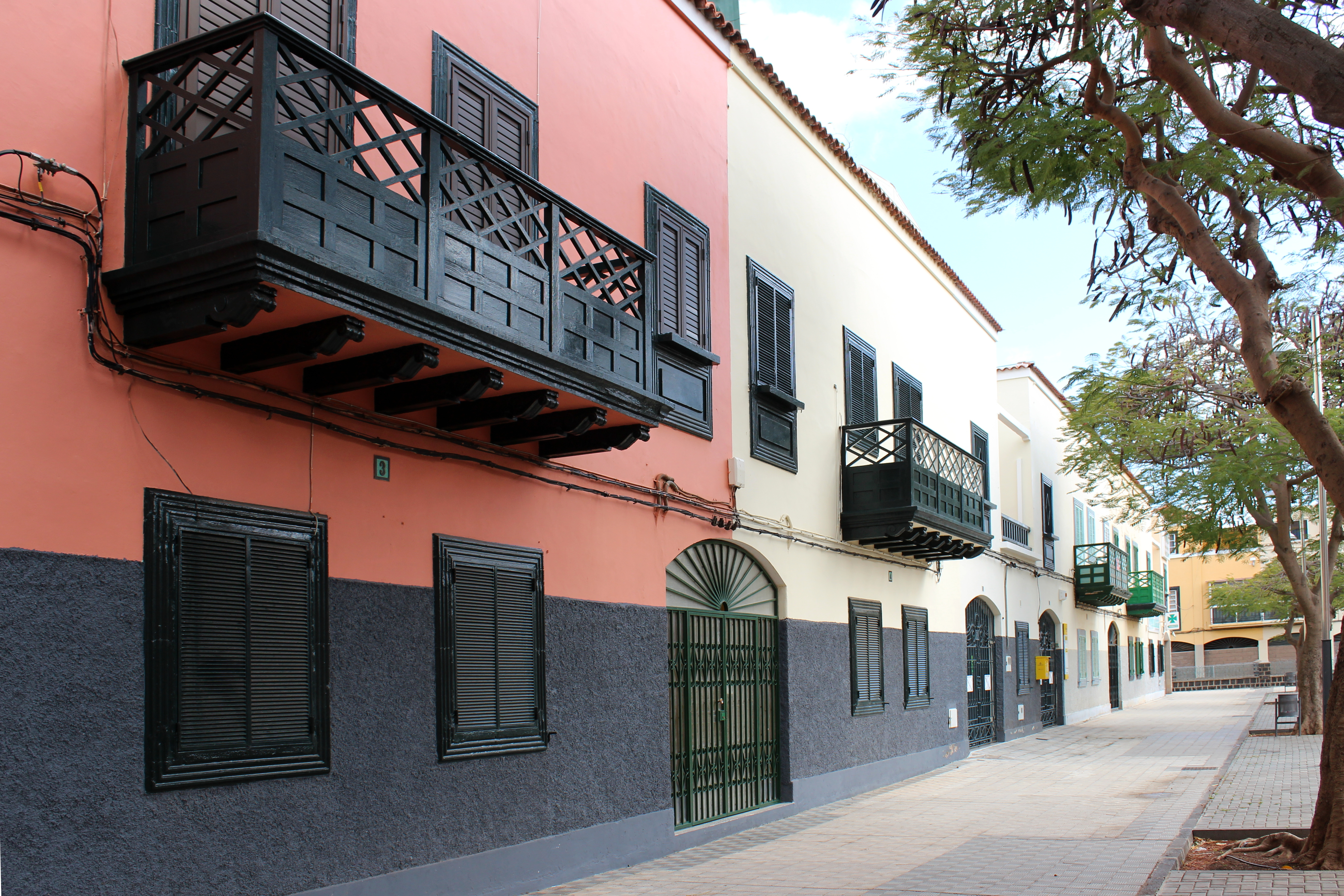
Viviendas.
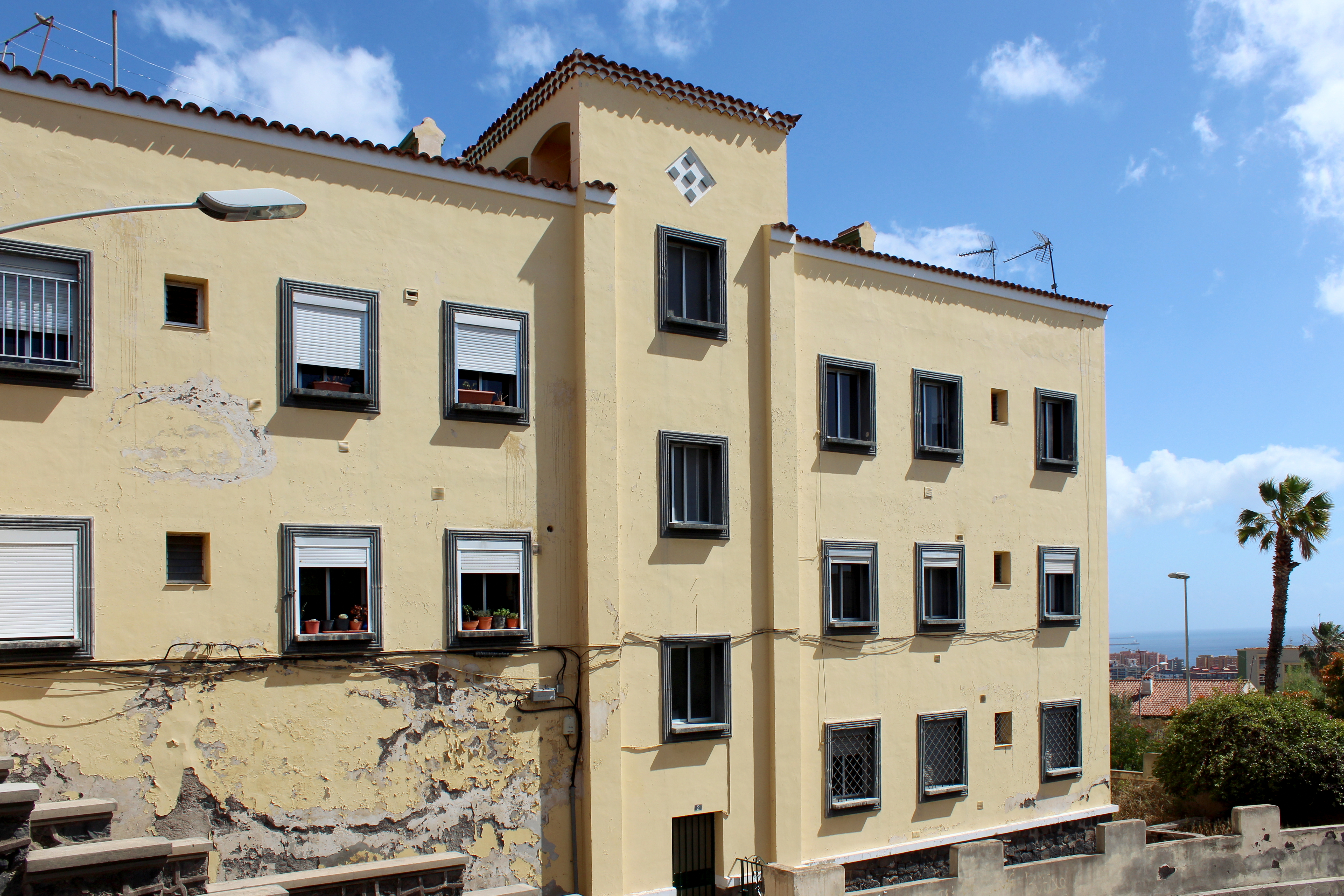
Viviendas.
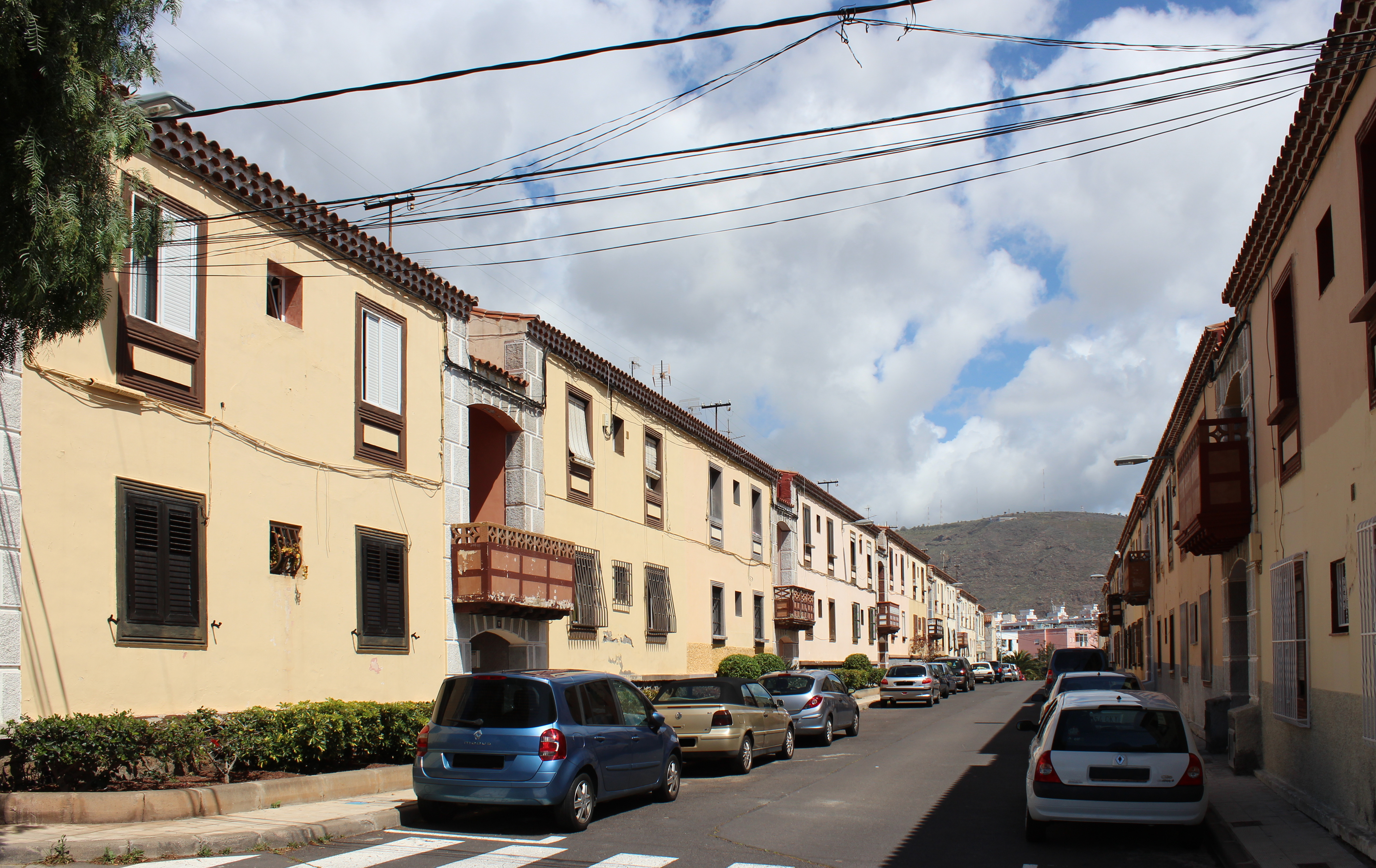
Viviendas.
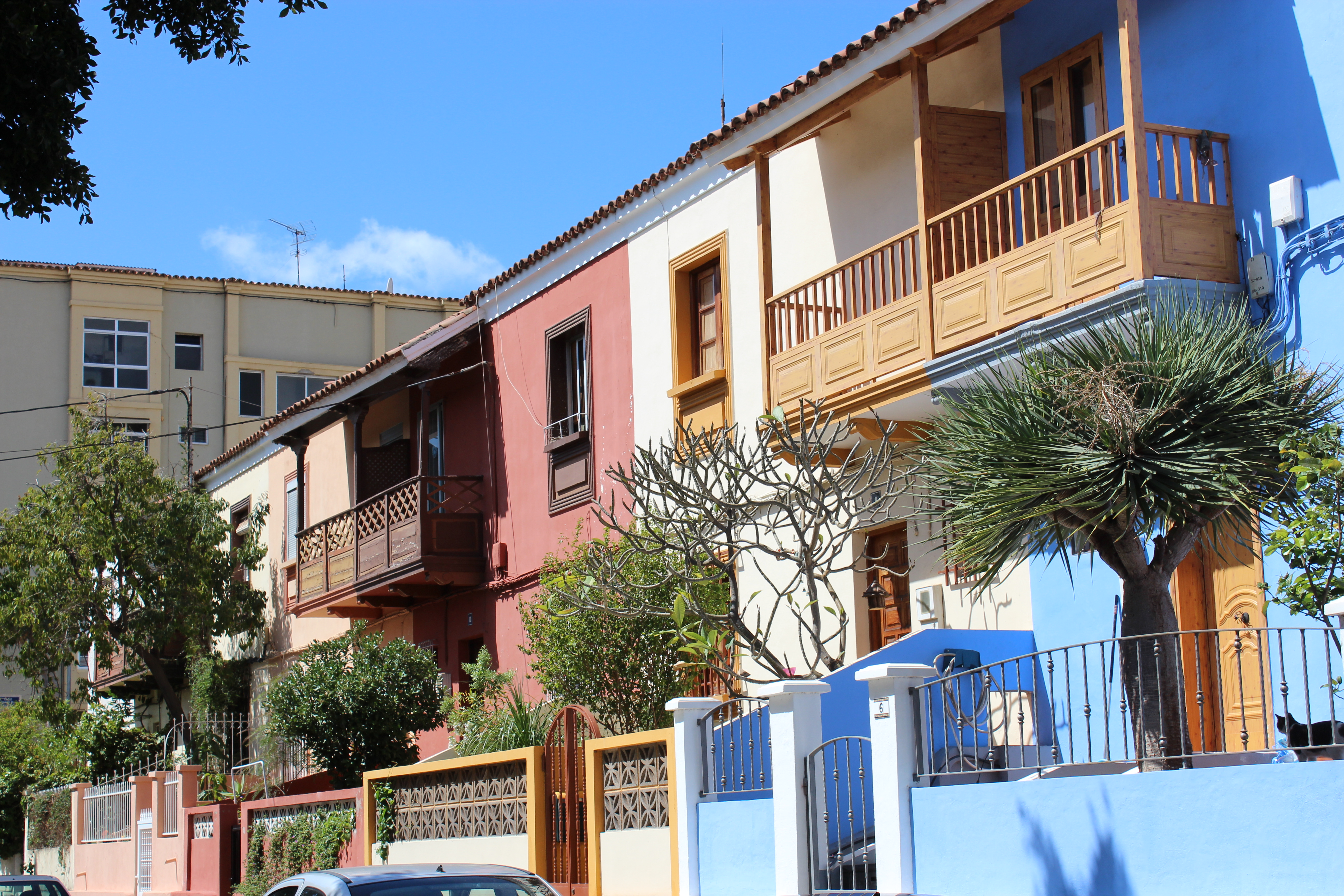
Viviendas.